# Propargylglycin
Propargylglycin ist eine natürlich vorkommende nichtkanonische Aminosäure.

## Vorkommen

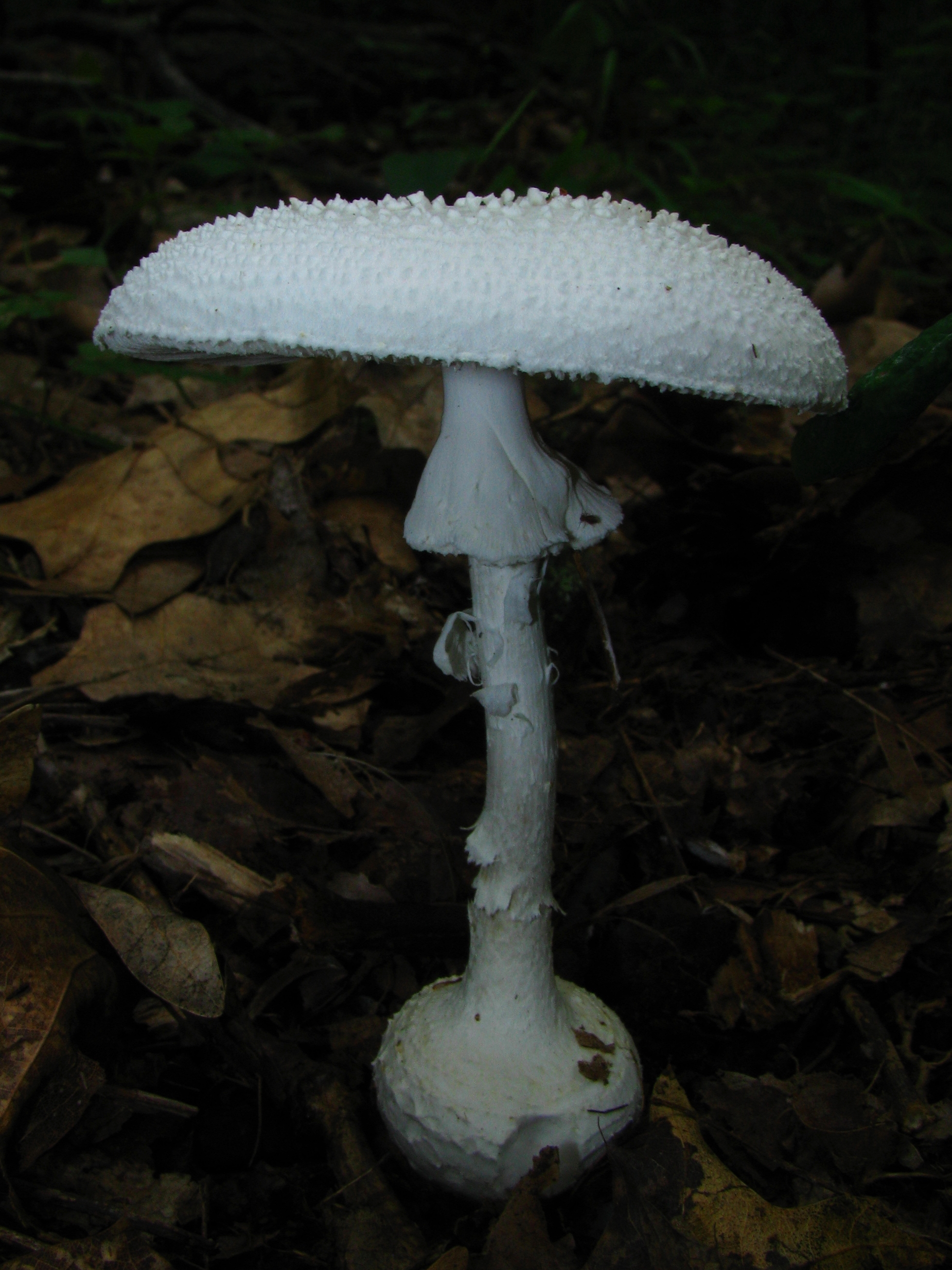
Amanita abrupta

Isoliert wurde Propargylglycin aus einer nicht näher bestimmten Streptomyces-Spezies. In Spuren konnte es in der Wulstling-Art Amanita abrupta nachgewiesen werden.

## Eigenschaften
Es inhibiert die bakterielle Cystathionin-γ-Synthase und Methionin-γ-Lyase. Es inhibiert das Wachstum von Escherichia coli, Saccharomyces cerevisiae und Bacillus subtilis.

## Verwendung
Propargylglycin ist kompatibel mit der Aminoacyl-tRNA-Synthetase und eignet sich zur Peptid- und Proteinsynthese in bioanalogen Translations-Systemen. Es kann in Click-Reaktionen mit Aziden eingesetzt werden, was für das Radiolabeling von Naturstoffen und die Vernetzung von Polymerketten zu Nanopartikeln verwendet wurde. Es wurde auch zur Gewinnung von neuen Microcystinen verwendet, die durch Click-Chemie modifiziert werden können.